# 신답로
신답로(Sindap-ro)는 울산광역시 북구 호계동 신답삼거리와 상안동을 잇는 울산광역시의 도로이다.

## 주요 경유지
울산광역시
- 북구 (호계동 · 상안동)

## 노선
| 이름                        | 접속 노선             | 소재지     | 소재지 | 비고          |
| --------------------------- | --------------------- | ---------- | ------ | ------------- |
| 신답사거리                  | 국도 제7호선 (산업로) | 울산광역시 | 북구   |               |
| 신답교                      |                       | 울산광역시 | 북구   |               |
| 신답사거리                  | 동천서로 아진로       | 울산광역시 | 북구   |               |
| (프리지아상가)              | 아진로                | 울산광역시 | 북구   | 아진로와 공유 |
| 농소3동사무소앞 교차로      | 아진로                | 울산광역시 | 북구   | 아진로와 공유 |
| (쌍용아진그린타운3차아파트) | 천곡남로 가재길       | 울산광역시 | 북구   |               |

## 주요 건물 및 시설
- 홈플러스 울산북구점 (울산광역시 북구 신답로 26)
- 농소3동행정복지센터 (울산광역시 북구 신답로 77)